# Loretta Long
Loretta Long (* 4. Oktober 1938 in Paw Paw, Michigan, USA als Loretta Mae Moore) ist eine US-amerikanische Schauspielerin.

## Karriere
1967 hatte Long in der Serie Soul! ihren ersten Fernsehauftritt. Seit 1969 spielt sie in der Sesamstraße die Rolle der Susan. Long ist die einzige Darstellerin, die seit Beginn der Serie bis heute mitwirkt. Zudem lieh sie in den ersten Staffeln mehreren Figuren ihre Stimme, unter anderem der Mutter von Roosevelt Franklin. Auch im Film Elmo im Grummelland war sie zu sehen. Außerdem hatte Long mehrere Gastauftritte in Fernsehshows, unter anderem in der Flip Wilson Show und der Today Show. 1973 erlangte Long den Ph. D. Ihre Doktorarbeit trug den Titel "Sesame Street": A Space Age Approach to Education for Space Age Kids.